# حلوية
حلوية  قرية سوريّة تتبع إداريّاً لمحافظة حلب منطقة جبل سمعان ناحية تل الضمان، بلغ تعداد سكانها 72 نسمة حسب التعداد السكاني لعام 2004.